# 陳欣新 (研究員)
陳欣新（1970年—），中華人民共和國法學家，中國社會科學院法學研究所研究員，傳媒法與信息法研究室主任。英國牛津大學訪問學者。
中國社會科學院大學政法學院兼職教授。

## 外部鏈接
- 陳欣新——中國法學網學者文集 （页面存档备份，存于）